# Blei(II)-hydroxidacetat
Blei(II)-hydroxidacetat ist eine chemische Verbindung des Bleis aus der Gruppe der Acetate.

## Gewinnung und Darstellung
Blei(II)-hydroxidacetat kann durch Reaktion von Blei(II)-acetat mit Blei(II)-oxid gewonnen werden.

## Eigenschaften
Blei(II)-hydroxidacetat ist ein farb- und geruchloser Feststoff, der löslich in Wasser ist. Er zersetzt sich bei Temperaturen über 236 °C.

## Verwendung
Blei(II)-hydroxidacetat wird als Zwischenprodukt zur Herstellung anderer chemischer Verbindungen verwendet.

## Gefahrenbewertung
Blei(II)-hydroxidacetat wurde von der ECHA aufgrund seiner reprotoxischen Eigenschaften auf die Kandidatenliste der besonders besorgniserregenden Stoffe gesetzt.